# 霍里莱
51°48′20″N 33°56′29″E / 51.80556°N 33.94139°E
霍里萊（烏克蘭語：Горіле）是位於烏克蘭東北部的村莊，由蘇梅州紹斯特卡區的貝雷扎市鎮負責管轄。該村處於紹斯特卡河源頭，距離赫盧希夫12公里，海拔高度206米，2001年人口319。